# Hort d'en Moranta
L'Hort d'en Moranta fou un gran hort urbà de la ciutat de Mallorca que va existir del segle xvii al segle xx i tenia una extensió d'uns 50.000 m². Era conformat per la zona compresa entre la murada medieval (que recorria el carrer de Bonaire), construïda a final del segle xi, i la murada renaixentista, que en aquella part seguia el curs actual de la Riera. Així, quan es va ampliar el recinte emmurallat renaixentista, els terrenys de l'Hort d'en Moranta restaren dins la murada i es varen incorporar a la ciutat, però romangueren com a zona agrícola sense urbanitzar.
Atès a la distància de les zones habitades, a partir del segle xix s'hi varen instal·lar indústries i tallers, com les fàbriques de Rosa Blanca i Fundiciones Carbonell. El 1902, el Pla Calvet ordenava la demolició de les murades i la urbanització de l'Hort. Tot i així, a l'Hort d'en Moranta el pla no s'arribà a aplicar, i el 1943 el Pla Alomar tornà a proposar-ne la urbanització. El pla no fou efectiu fins a la dècada de 1950, quan es reordenà tota la zona, amb l'obertura de l'avinguda de Jaume III i la urbanització de tot el que havia estat l'Hort, que va passar a ser una zona residencial.